# Restes d'un trull d'oli a Can Campnou
Les Restes d'un trull d'oli a Can Campnou és una obra de Beuda (Garrotxa) inclosa a l'Inventari del Patrimoni Arquitectònic de Catalunya.

## Descripció
Can Campou és una masia situada a poca distància del casal dels Noguer de Segueró. Arquitectònicament no presenta res de remarcable llevat de la llinda de la porta d'entrada, que porta la data 17_9, i un gran nombre de piques corresponents a un trull d'oli.
Una de les piques fa 48(ample) x 55 (llarg) x 50 (alt) centímetres, una altra fa 36 x 55 x 38 centímetres i la més gran fa 45 x 350 x 48 centímetres.